# Coeliccia octogesima
Coeliccia octogesima – gatunek ważki z rodziny pióronogowatych (Platycnemididae).